# Parapiophila dudai
Parapiophila dudai is een vliegensoort uit de familie van de Piophilidae. De wetenschappelijke naam van de soort is voor het eerst geldig gepubliceerd in 1930 door Frey.